# 폰족
폰족(Fon)은 서아프리카의 민족이다. 베냉의 남부에 주로 분포하는데 베냉에서는 최대 민족이며, 나이지리아 남서부와 토고의 일부 지역에도 분포한다. 인구는 약 500만 명이다. 그베어군의 폰어를 사용하며 현대에는 프랑스어도 구사한다.
17세기 다호메이 왕국의 성립을 주도한 민족 집단으로 알려져 있으며 "다호메이족"이라고도 불린다. 전통적으로 구전 전승의 문화가 있었으며 다신교 체계의 신앙을 가지고 있었다. 이들이 세운 도시 아보메는 이후 유럽인들에 의한 노예 무역의 중심지가 되었다. 특히 프랑스령 서인도 제도의 아이티, 트리니다드 등에 에웨족과 폰족이 노예로서 많이 보내어진 것으로 추정된다. 19세기 유럽인들에 의해 "다호메이 아마존"으로 이름붙여진 독특한 여전사 집단이 있었으나 프랑스군에 의해 소멸하였다.

## 같이 보기
- 다호메이 왕국